# Torture Squad
Torture Squad é uma banda de thrash/death metal de São Paulo, fundada em 1990.
Atualmente, é formada por Amilcar Christófaro (bateria), Castor (baixo e vocal), Rene Simionato (guitarra) e Mayara "Undead" Puertas (vocal).

## História

### Formação e primeiros álbuns
O Torture Squad começou em 1990 na Zona Sul da cidade de São Paulo, tendo Cristiano Fusco como guitarrista e fundador, Marcelo Fusco na bateria e Marcelo Dirceu no baixo e voz. Tocando no underground da cena metal paulistana e com nenhum trabalho gravado até o começo da década de 90, a banda se dissolve, ficando somente o guitarrista.
Em 1993, recrutando novos integrantes, Fusco convida para se juntar a banda o baterista Amilcar Christófaro (RTH), o baixista Castor (Toxic Stage), o vocalista Vitor Rodrigues (RTH) e o guitarrista base Fulvio Pelli (RTH), dando a banda um novo recomeço. No mesmo ano a banda grava sua primeira demo chamada A Soul in Hell, e em seguida, Fúlvio Pelli a deixa.
Com quatro integrantes no line-up, a banda grava seu primeiro álbum, Shivering (1995), mas só o lançam em março de 1998, de forma independente. Durante esse período a banda sofreu com calotes e golpes de empresários, que na promessa de lançar o álbum usaram o dinheiro sem entregar as mídias físicas. Depois de um imbróglio judicial a banda receberia os CD's em casa, no entanto o caminhão que levava o sonho do primeiro disco foi roubado. Somente em 1997 a banda recuperaria 500 cópias das 1000 que seriam lançadas. Quando a primeira edição estava por esgotar, um novo selo brasileiro, chamado Destroyer Records, se interessa em relançá-lo, e a partir de então, Torture Squad e Destroyer Records começam a trabalhar juntos.
A gravadora se mostra interessada em lançar o próximo álbum do Torture Squad e a partir daí, a banda começa a compor para o segundo álbum que viria a ser o Asylum of Shadows. O disco recebeu críticas positivas em diferentes veículos de comunicação, entre eles o programa Backstage do apresentador e músico Vitão Bonesso.
Em dezembro de 1999, o novo álbum é lançado, rendendo uma pequena turnê internacional que ocorreu na Alemanha em 2000 junto com a banda Grin. e em dezembro de 2001 lançam The Unholy Spell. Durante a fase "Unholy", a banda Torture Squad realiza sua primeira turnê nacional em 2002, a "Unholy Tour Legion" no Nordeste e "Extreme Metal Fest" ao lado dos heróis da Flórida, Monstrosity. A turnê pelo Nordeste e apresentação no extinto programa Musikaos, apresentado por Gastão Moreira na TV Cultura, fortaleceram a banda no cenário do underground do metal extremo nacional. A banda substituiria os gigantes do Saxon nessa apresentação. O primeiro videoclipe da banda, com a música "Abduction Was The Case" (2001) faz parte da fase "Unholy".

### Pandemonium
Em 2002, Cristiano Fusco, o último membro original, deixa a banda. Para seu lugar é chamado Maurício Nogueira, ex-guitarrista do Krisiun. Com a formação estabilizada, entram em estúdio para gravar seu quarto álbum e em 2003 lançam Pandemonium. O álbum foi gravado nos Estúdios Mr. Som, e produzido pelos integrantes do Korzus, Marcello Pompeu e Heros Trench. As faixas "Horror and Torture" e "Pandemonium" ganharam videoclipes.
Na metade do ano de 2004, o Torture Squad lança seu quinto álbum Death, Chaos and Torture Alive juntamente com o DVD homônimo, gravado na casa de shows Led Slay, em São Paulo, em abertura ao show do Desaster. Neste mesmo ano a banda abriria os shows da banda de black metal Dimmu Borgir.
Em 2006, eles realizam uma turnê de dois meses tocando em cidades na Alemanha e Áustria, e lançam seu primeiro EP, Chaos Corporation, como uma prévia para o próximo álbum chamado Hellbound.
A banda é escolhida em maio de 2007 para representar o Brasil no "Metal Battle" do festival Wacken Open Air. Após três meses o Torture Squad vence a competição, rendendo um contrato com a gravadora Wacken Records e a garantia de retornar aos palcos do festival em 2008. Este resultado também permitiu ao Torture Squad o lançamento do álbum Hellbound na Europa e no Brasil.
Porém, no começo do ano de 2008, Maurício Nogueira deixa a banda por motivos particulares. Para substituí-lo, é chamado Augusto Lopes, da banda Eternal Malediction. Com este line-up, o Torture Squad retorna à Europa para realizar a maior turnê até então, tocando em 20 países e fazendo mais de 70 shows, incluindo o show no festival Wacken Open Air.
Em 2009, depois do lançamento de Hellbound, a banda realiza mais uma turnê europeia ao lado de duas lendas do thrash metal mundial, Overkill e Exodus. A turnê começa na metade de fevereiro em Londres, onde o grupo brasileiro se apresenta pela primeira vez, e conta com mais 12 shows em países como Espanha, Alemanha, Itália, Holanda, Suíça e República Tcheca.
O álbum Aequilibrium foi lançado na Europa em agosto de 2010 pela junção Wacken Records / H’art / Zebralution / SAOL. A banda gravou uma nova versão para a faixa título de seu terceiro álbum The Unholy Spell, que foi incluída como bônus com o título de "The Unholy Spell 2010". O álbum foi gravado no Norcal Studios em São Paulo/Brasil com os produtores Brendan Duffey e Adriano Daga.

### Saída de Vitor Rodrigues
Em janeiro de 2011, o guitarrista Augusto Lopes deixa o Torture Squad e André Evaristo (Magister/Sounder) o substitui. Em abril de 2012, o vocal Vitor Rodrigues deixa o Torture Squad. O guitarrista André Evaristo assume os vocais dividindo-os em algumas partes com Castor.
No ano de 2013, a banda comemora 20 anos do lançamento do primeiro registro em estúdio, a demo-tape A Soul in Hell, celebrados na turnê Twenty Years Torturing People Tour 1993-2013, iniciada em maio na Europa ao lado do Artillery, Gama Bomb e Tantarana, com 18 shows em 20 dias.
De abril a agosto de 2013 a banda escolhe novamente o Norcal Studios para gravar seu sétimo álbum de estúdio intitulado Esquadrão de Tortura, repetindo a parceria de Brendan Duffey e Adriano Daga na produção. Esquadrão de Tortura é o primeiro álbum da banda com título em português, gravado como um trio e o primeiro conceitual lírico, contando em ordem cronológica, o período em que o Brasil foi governado por um regime militar (1964 a 1985). Esquadrão de Tortura foi lançado oficialmente no Brasil no dia 15 de novembro, dia da Proclamação da República do Brasil.
Em 2014, nos meses de julho/agosto, a banda faz sua segunda turnê sul americana com 13 shows em quatro países: Chile, Peru, Equador e Paraguai. Finalizam o ano gravando no dia 20 de dezembro em São Paulo. O show para ser lançado em DVD, intitulado Coud d´État Live, previsto para ser lançado no segundo semestre de 2015.

### Nova formação
Em setembro de 2015, o vocalista/guitarrista André Evaristo deixa o Torture Squad pra seguir outros projetos pessoais, sendo assim, a banda volta ao seu line-up tradicional como quarteto trazendo Mayara “Undead” Puertas (ex-Necromesis) nos vocais e Rene Simionato (ex-Em Ruínas e Guillotine) na guitarra, dando continuidade a tour do CD e DVD ao vivo “Coup D´État Live”.
Já com a nova formação, a banda apresenta o EP Return of Evil, que conta com quatro músicas; as inéditas “Return of Evil” e “Swallow Your Reality”, “Iron Squad” e a regravação de “Dreadful Lies”, música originalmente lançada no primeiro álbum Shivering, de 1998. O EP também tem como faixa multimídia o vídeo clipe de “Return of Evil” e um mini documentário da gravação, contendo vídeos de “Dreadful Lies” e “Iron Squad”, feitos exclusivamente para o EP, que foi lançado em março de 2016, e posteriormente em LP com dois bônus ao vivo da Return of Evil World Tour 2016, numeradas e com somente 300 cópias. Uma curiosidade sobre a capa do EP é que a arte da capa é assinada por um dos mais renomados desenhistas de quadrinhos do Brasil, o ítalo-brasileiro Eugênio Colonnese (1929 – 2008), avô do guitarrista da banda, Rene Simionato.
Em setembro de 2016, a banda faz uma turnê histórica no Brasil com 28 datas em 32 dias, cruzando o país de norte a sul. Logo após a turnê brasileira, a banda embarca pra mais uma turnê europeia com 19 datas em 7 países. A turnê do EP Return of Evil finaliza em fevereiro de 2017 com 13 shows em 16 dias, passando pelas cidades do interior de São Paulo e Paraná.
Em abril do mesmo ano a banda inicia as gravações do oitavo álbum intitulado Far Beyond Existence, lançado no dia 13 de julho (Dia Mundial do Rock) no Brasil, Europa, Rússia, Chile e Estados Unidos. Entre os meses de agosto e setembro, a banda encabeça como headliner na turnê “Far Beyond Existence” tour com as bandas brasileiras Reckoning Hour, Warcursed e Hatefulmurder, passando por 22 cidades por todo o país. No mês de novembro a banda retorna a Argentina depois de 8 anos e faz uma turnê de 4 datas em Buenos Aires.
2018 começa com a "Zumbis Squad Tour" com a banda Zumbis do Espaço no mês de fevereiro, passando por 9 cidades no interior de São Paulo. Logo na sequencia a banda embarca pra mais uma turnê Sulamericana com 26 shows em 5 países. Na metade do segundo semestre, o Torture Squad faz uma turnê especial chamada “Hellbound 10 years celebration tour 2018”, em comemoração aos 10 anos de lançamento do oitavo álbum de estúdio Hellbound, lançado em 2008 pela gravadora alemã Wacken Records, tocando o álbum na integra.
Em outubro a banda é anunciada com uma das atrações no renomado festival brasileiro, o Rock in Rio. A banda se apresentou no palco Sunset no dia 4 de outubro de 2019, ao lado das bandas Claustrofobia, Nervosa, Anthrax e Slayer.
O ano de 2018 se encerra numa grande celebração ao metal nacional no Backstage Fest, realizado no dia 15 de dezembro no Carioca Club, em São Paulo, ao lado das bandas Korzus, Nervosa e Carro Bomba.
Em novembro de 2022, disponibilizam o álbum ao vivo Tortura em La Iglesia Em Vivo, gravado no dia 16 de julho de 2022 durante apresentação na casa La Iglesia, em São Paulo. Em dezembro do mesmo ano, abrem o show do Exodus em São Paulo.
No ano seguinte, o Torture Squad assina com o selo italiano Time To Kill. Em agosto de 2023, lançam o clipe da faixa “Hell is Coming”, inspirado no jogo online Diablo IV. Em setembro do mesmo ano, lançam o álbum Devilish, que conta com participação especial do guitarrista Andreas Kisser.
O ano de 2024 é dedicado a divulgação do novo álbum com destaque para os shows no Summer Breeze Brasil, que originou o videoclipe ao vivo de “Murder of a God”, e com o Sepultura na tour Celebrating Life Through Death no Espaço Unimed em São Paulo.
Torture Squad também lançou o lyric video para “Mabus” e videoclipes das músicas “Flukeman” e “Find My Way”. O single e videoclipe de “Warrior” tem participação da vocalista americana Leather Leone.
Atualmente, Torture Squad está compondo músicas para o décimo disco de estúdio e continua com a Devilish Tour, que terá como destaque, a quarta apresentação em um dos maiores festivais de metal do mundo, o Wacken Open Air, que acontece na Alemanha.

## Integrantes

### Atuais
- Amilcar Christófaro - bateria (1993-presente)
- Castor - baixo e vocais de apoio (1993-presente)
- Rene Simionato - guitarra (2015-presente)
- Mayara "Undead" Puertas - vocal (2015-presente)

### Ex-integrantes
- Cristiano Fusco - guitarra (1990-2002)
- Marcelo Fusco - bateria (1990-1993)
- Marcelo Dirceu - baixo e vocal (1990-1993)
- Vitor Rodrigues - vocal (1993-2012)
- Fúlvio Pelli - guitarra (1993)
- Mauricio Nogueira - guitarra (2002-2008)
- Augusto Lopes - guitarra (2008-2011)
- André Evaristo - guitarra (2011-2015), vocal (2012-2015)

## Discografia

### Álbuns de estúdio
- Shivering - (1998)
- Asylum of Shadows - (1999)
- The Unholy Spell - (2001)
- Pandemonium - (2003)
- Hellbound - (2007)
- Æquilibrium - (2010)[38]
- Esquadrão de Tortura (2013)
- Far Beyond Existence (2017)
- Devilish (2023)

### Álbuns ao vivo
- Death, Chaos and Torture Alive - 2004 (CD e DVD)
- Coup D´Etat Live - 2015 (CD e DVD)
- Tortura en la Iglesia en Vivo-2022 (CD)

### EPs
- Chaos Corporation - 2006
- Possessed by Horror - 2015
- Return of Evil - 2016
- Into the Unknown - 2021

### Singles
- Possessed By Horror (2015)
- O Doutrinador / The Awakener (2020)
- The Fallen ones (2022)
- Mabus (2023)
- Hell is Coming (2023)
- Flukeman (2023)

### Demos
- A Soul in Hell - 1993

### Coletâneas
- Torture Years - 2019